# ماري برينان كارل
ماري برينان كارل (بالإنجليزية: Mary Brennan Karl)‏ هي مُدرسة أمريكية، ولدت في 1893، وتوفيت في 1948.